# كيني إيغان
كيني إيغان (بالإنجليزية: Kenny Egan)‏ مواليد 7 يناير 1982 في دبلن، جزيرة أيرلندا، هو ملاكم محترف أيرلندي يصنف ضمن فئة الوزن الثقيل. شارك في دورة الألعاب الأولمبية الصيفية سنة 2008 وحقق الميدالية الفضية فيها.

## الميداليات
| الميدالية | المسابقة                       |
| --------- | ------------------------------ |
| فضية      | الألعاب الأولمبية الصيفية 2008 |

## روابط خارجية
- كيني إيغان على موقع أوليمبيديا (الإنجليزية)